# Karol IV w stroju myśliwskim
Karol IV w stroju myśliwskim (hiszp. Carlos IV en traje de caza) – obraz olejny hiszpańskiego malarza Francisca Goi (1747–1828) przedstawiający króla Karola IV z dynastii Burbonów. Obecnie znajduje się w Pałacu Królewskim w Madrycie.
Karol IV objął tron Hiszpanii w 1789 roku. Podobnie jak jego ojciec Karol III, nowy król cenił prace Goi i mianował go swoim nadwornym malarzem. Począwszy od koronacji Goya namalował wiele portretów króla i jego małżonki. Ponieważ łowy były najważniejszą rozrywką monarchy (poświęcał im niewspółmiernie dużo czasu), Goya przedstawił go w stroju myśliwskim. Podobnych portretów doczekało się wielu hiszpańskich królów; Goya sportretował w ten sposób także Karola III w 1787 roku. Parę z tym portretem stanowił wizerunek królowej Marii Ludwiki zatytułowany Królowa Maria Ludwika w mantyli. Ze względu na datę powstania, możliwe, że portrety namalowano z okazji 10-lecia panowania królewskiej pary. 
Król został przedstawiony w pozycji stojącej, w kompletnym stroju myśliwskim, na tle górskiego pejzażu. Na głowie ma czarny bikorn, spod którego widać białą perukę. Na jego strój składają się także: ciemny, centkowany frak, żółta kamizelka, skórzany pas z ozdobną klamrą, czarne spodnie i wysokie myśliwskie buty. U pasa zawieszony jest krótki sztylet. Na jego piersi widnieją biało-błękitna wstęga Orderu Karola III, czerwona wstęga neapolitańskiego Orderu Świętego Januarego i niebieska wstęga francuskiego Orderu Ducha Świętego. Order Złotego Runa, którego był wielkim mistrzem, jest przypięty na wysokości serca. Prawą rękę opiera a strzelbie, a u jego stóp siedzi pies myśliwski. 
Możliwe, że Goya inspirował się myśliwskim portretem Filipa IV w stroju myśliwskim, pędzla Velazqueza. Pies obwąchujący krocze króla miał być nawiązaniem do portretu Karola V (I) pędzla Tycjana.
Agustín Esteve wykonał w latach 1799–1800 trzy kopie tego obrazu i dwie kopie wizerunku królowej. Dwie pary z tych kopii należały do Manuela Godoya.